# مو بادبان
مو بادبان یک ستاره است که در صورت فلکی بادبان قرار دارد.